# Holliday (Misuri)
Holliday es una villa ubicada en el condado de Monroe en el estado estadounidense de Misuri. En el Censo de 2010 tenía una población de 137 habitantes y una densidad poblacional de 201,89 personas por km².

## Geografía
Holliday se encuentra ubicada en las coordenadas 39°29′37″N 92°7′53″O / 39.49361, -92.13139. Según la Oficina del Censo de los Estados Unidos, Holliday tiene una superficie total de 0.68 km², de la cual 0.68 km² corresponden a tierra firme y (0.38%) 0 km² es agua.

## Demografía
Según el censo de 2010, había 137 personas residiendo en Holliday. La densidad de población era de 201,89 hab./km². De los 137 habitantes, Holliday estaba compuesto por el 98.54% blancos, el 0.73% eran afroamericanos, el 0.73% eran amerindios, el 0% eran asiáticos, el 0% eran isleños del Pacífico, el 0% eran de otras razas y el 0% pertenecían a dos o más razas. Del total de la población el 0% eran hispanos o latinos de cualquier raza.